# Krasnook blady
Krasnook blady (Gymnophaps solomonensis) – gatunek średniej wielkości ptaka z rodziny gołębiowatych (Columbidae). Endemiczny dla Wysp Salomona. Nie wyróżnia się podgatunków.

## Morfologia

### Wymiary
Przeciętny osobnik osiąga masę mieszczącą się w zakresie 310–385 g. Długość ciała w przypadku samca to ok. 38,5 cm, natomiast jego skrzydło mierzy 21,5–23,6 cm. Samica jest nieznacznie mniejsza i dorasta do 38 cm, a jej skrzydła osiągają rozmiar 21,1–22,5 cm. Wymiar ogona to 15,5–15,7 cm, dziób ma ok. 1,5 cm.

### Wygląd zewnętrzny
Średniej wielkości, o smukłej budowie. Czubek głowy, czoło, kark i szyja jasnopopielate. Podbródek, gardło i pokrywy uszne bladoszare. Od dolnej części szyi upierzenie stopniowo przybiera ciemniejszą, szaroniebieską barwę. Na brzuchu może być widoczne czerwonawe zabarwienie. Małe pokrywy skrzydłowe, barkówki i grzbiet ciemnoszare, czasem z zielonkawym połyskiem. Duże pokrywy skrzydłowe i lotki czarnozielone. Spód skrzydła czarny, pokrywy o srebrnoszarych końcówkach, sterówki o brązowawym kolorze. Kuper jasny. Stosunkowo długi ogon, miejscami o płowożółtych zakończeniach piór. Pokrywy podogonowe i spód ogona ciemnoszare. Pióra pokrywają skok prawie na całej długości. Tęczówka żółta lub pomarańczowa, skóra przy oczodole czerwona. Dziób jasnożółty lub różowawy, woskówka częściowo pokryta piórami i o żółtym kolorze. Nogi różowe lub czerwone.
Upierzenie młodych osobników ma cynamonowy odcień na czubku głowy, lotkach trzeciorzędowych i wewnętrznych pokrywach skrzydłowych oraz pokrywach podogonowych. Skrzydła o mniej intensywnym kolorze. Brak czerwonego wybarwienia na piórach pokrywających brzuch.

## Występowanie

### Środowisko
Zamieszkuje przede wszystkim lasy górskie. Krasnook blady najczęściej widywany jest na wysokościach mieszczących się w przedziale 750–1950 m n.p.m., ale na wyspie Kolombangara zaobserwowano go na wysokościach wahających się między 100 a 940 m n.p.m. Gdy poszukuje jedzenia, może przemieszczać się na tereny leżące na równi z poziomem morza.

### Zasięg występowania
Występuje na Wyspach Salomona na obszarze obejmującym Wyspę Bougainville’a, Vangunu, Kolombangarę, Malaitę i Guadalcanal.

## Tryb życia i zachowanie
Prowadzi stadny tryb życia. Najczęściej przebywa w grupach liczących do 20 osobników, ale odnotowywano istnienie stad o liczebności sięgającej 100 ptaków. Stado opuszcza swoją kryjówkę rano w gwałtownym, ślizgowym locie i powraca do niej późnym popołudniem. Podczas poszukiwania pożywienia  (głównie w postaci owoców) może przebywać w zakrzewieniach, podszycie lub na wybrzeżach. Część ptaków pozostaje w górskich lasach również w ciągu dnia. Krasnook blady pojawia się również w pobliżu terenów rolniczych. Spłoszony odlatuje z drzewa z głośnym dźwiękiem trzepoczących skrzydeł.

### Głos
Niskie, wibrujące dźwięki, zazwyczaj po dwa w jednej serii.

## Rozród
Dotychczas zaobserwowano dwa gniazda na wysokościach 1500 i 1560 metrów n.p.m. Oba z nich miały postać zagłębienia w mchu wyłożonego niewielką ilością suchej trawy i w każdym z nich znajdowało się jedno jajo o białej barwie. Leżały ok. 3 metrów nad ziemią, na grubych gałęziach karłowatych drzew pochylonych nad stromymi zboczami.

## Status
Międzynarodowa Unia Ochrony Przyrody (IUCN) uznaje krasnooka bladego za gatunek najmniejszej troski (LC – Least Concern) nieprzerwanie od 1988 roku. Liczebność populacji nie została oszacowana, ale ptak ten opisywany jest jako umiarkowanie pospolity. Ze względu na brak dowodów na spadki liczebności bądź istotne zagrożenia dla gatunku, BirdLife International uznaje trend liczebności populacji jako stabilny.